# 東急病院
東急株式会社東急病院（とうきゅうかぶしきがいしゃ・とうきゅうびょういん）は、東京都大田区にある医療機関。東急株式会社が運営する企業立病院である。一般向け診療を行っている。
日本の私鉄では唯一の直営の企業立病院である。

## 構造
2007年11月3日に現在の位置に移転した。東急電鉄大岡山駅の真上に位置する構造になっており、日本初の駅上病院である。病院は鉄骨造5階建てで、大岡山駅にはコイルばねによる振動防止がなされている。病院の南側と西側にはワイヤーを張り巡らせ、ツタを巻きつけている。これによって緑化した壁面積は約3,500m2であり、このことにより、地域の緑化ができ、外気を冷却し、夏場は2度ほど室温を下げる効果を持つという。
健康診断プラザを併設しており、東急グループ社員の定期健康診断のほか、区の検診実施医療機関にも登録されている。

## 沿革
- 1953年7月1日 - 現在の東京都大田区北千束一丁目45番6号の地に開院。
- 1965年6月 - 総合病院の承認を受ける。
- 2007年11月3日 - 現在地に移転。

## 診療科

### 診療科
- 内科
  - 消化器・肝臓内科
  - 腎臓・透析内科
  - 糖尿病内科
  - 循環器内科
  - 呼吸器内科
- 外科（消化器外科・肛門外科）
- 整形外科
- リハビリテーション科
- 眼科
- 耳鼻咽喉科
- 泌尿器科
- 婦人科
- 麻酔科
- 皮膚科
- 放射線科
- 心療内科
- 精神科

### 診療部門
- 内視鏡室
- 血液浄化室
- リハビリテーション科
- 放射線科
- 栄養科
- 薬剤科
- 生理検査室
- 看護部門

## 医療機関の指定等
- 保険医療機関
- 救急告示医療機関
- 休日・全夜間診療事業実施医療機関（内科系・外科系）
- 労災保険指定医療機関
- 指定自立支援医療機関（更生医療・精神通院医療）
- 身体障害者福祉法指定医の配置されている医療機関
- 精神保健指定医の配置されている医療機関
- 生活保護法指定医療機関
- 結核指定医療機関
- 母体保護法指定医の配置されている医療機関

## 交通アクセス
- 東急目黒線・大井町線 大岡山駅下車、駅直結。利用目的によって改札口・入口が異なる。
  - 一般患者・外来利用者は正面口より西口玄関を利用。
  - 時間外利用者・救急患者・面会者・人間ドック利用者・健康管理センター利用者は東口より東口玄関を利用。